# 御岳昇仙峡有料道路
御岳昇仙峡有料道路（みたけしょうせんきょうゆうりょうどうろ）は、山梨県甲府市にかつて存在した有料道路であり、山梨県道7号甲府昇仙峡線の一部有料区間であった。1972年（昭和47年）供用開始、1997年（平成9年）無料開放。

## 概要
1972年（昭和47年）4月1日に甲府市側より昇仙峡に至るため道路として完成供用開始した。
料金所は起点となる山梨県道104号天神平甲府線との交差点付近と終点の現在の県営駐車場の横に置かれていた。
1997年（平成9年）料金徴収期間の満了にともない無料開放された。別名昇仙峡グリーンラインとも呼ばれた。
この道路が開通したことにより、終点の能泉地区まで容易に車で乗り入れることができるようになり、仙娥滝付近まで簡単に行けるようになったため、仙娥滝付近では駐車場が整備され観光施設や駐車場を持つおみやげ物屋が増えた。

## その他
- 道路の周りはそのほとんどが秩父多摩甲斐国立公園に属していることもあり、人の手が入っていない部分が多く野生の熊や猪などが生息している。そのため、料金所につめていた職員が熊に襲われるという事件が起こったことがある。現在でも、熊の目撃が報告されている。
- 有料当時、甲府市側から昇仙峡へと車で上るにはこの道を通らねばならないが（渓谷沿いの車道は車両通行規制がしかれている）、現在の甲斐市（旧敷島町）側から山梨県道101号敷島竜王線を通り山梨県道27号韮崎昇仙峡線を経由して上ることも可能であった。この行き方を選択すると有料区間は無く、普通の一般道と同じように無料で上ることができた。なお、この道路は現在でも通行可能である。

## 事故
- 1977年8月11日、バス転落事故。社員旅行中のバスが谷に転落し、死者11名負傷者34名が被害に遭った[1][2]。
- 1988年10月11日、御岳昇仙峡有料道路斜面崩壊事故。長雨の影響で地盤が緩み土砂崩れ。甲府市竹日向町の県営御岳昇仙峡線有料道路で東側の法面が高さ約7m付近から崩れ、土砂が道路をふさいだ[3]。